# Гоенварт (Кам)
Гоенварт (нім. Hohenwarth) — громада в Німеччині, розташована в землі Баварія. Підпорядковується адміністративному округу Верхній Пфальц. Входить до складу району Кам.
Площа — 24,23 км2. Населення становить 1940 ос. (станом на 31 грудня 2020).